# Décours
Le Décours est un ruisseau de France, affluent de la Scarpe.
C'est un cours d'eau artificiel creusé par les moines de l’abbaye de Saint-Amand avant le XIVe siècle. Autrefois, avant l'arrivée des moines, l'Elnon se jetait dans la Scarpe. Pour réguler la Scarpe (éviter les inondations) et assécher les marais, les moines ont creusé le Décours. Aujourd’hui, le Décours prend sa source à Anhiers pour se jeter dans la Scarpe à Mortagne-du-Nord.